# Sulaiman Shah I di Kedah
Paduka Sri Sultan Sulaiman Shah I ibni al-Marhum Sultan Ibrahim Shah (XIV secolo – Kota Seputih, 2 agosto 1423) è stato sultano di Kedah dal 1373 al 1423.
Venne educato privatamente.
Il 9 agosto 1373 fu proclamato sultano. Durante il suo regno un'invasione proveniente dal sultanato di Samudera Pasai conquistò alcune città del Kedah.
Si sposò ed ebbe almeno tre figli.
Morì all'Istana Baginda di Kota Seputih il 2 agosto 1423 per malattia e fu sepolto nel cimitero reale della stessa città.